# Arciera sexpunctata
Arciera sexpunctata är en fjärilsart som beskrevs av Sergius G. Kiriakoff 1979. Arciera sexpunctata ingår i släktet Arciera och familjen tandspinnare. Inga underarter finns listade i Catalogue of Life.